# Jaffa (läskedryck)

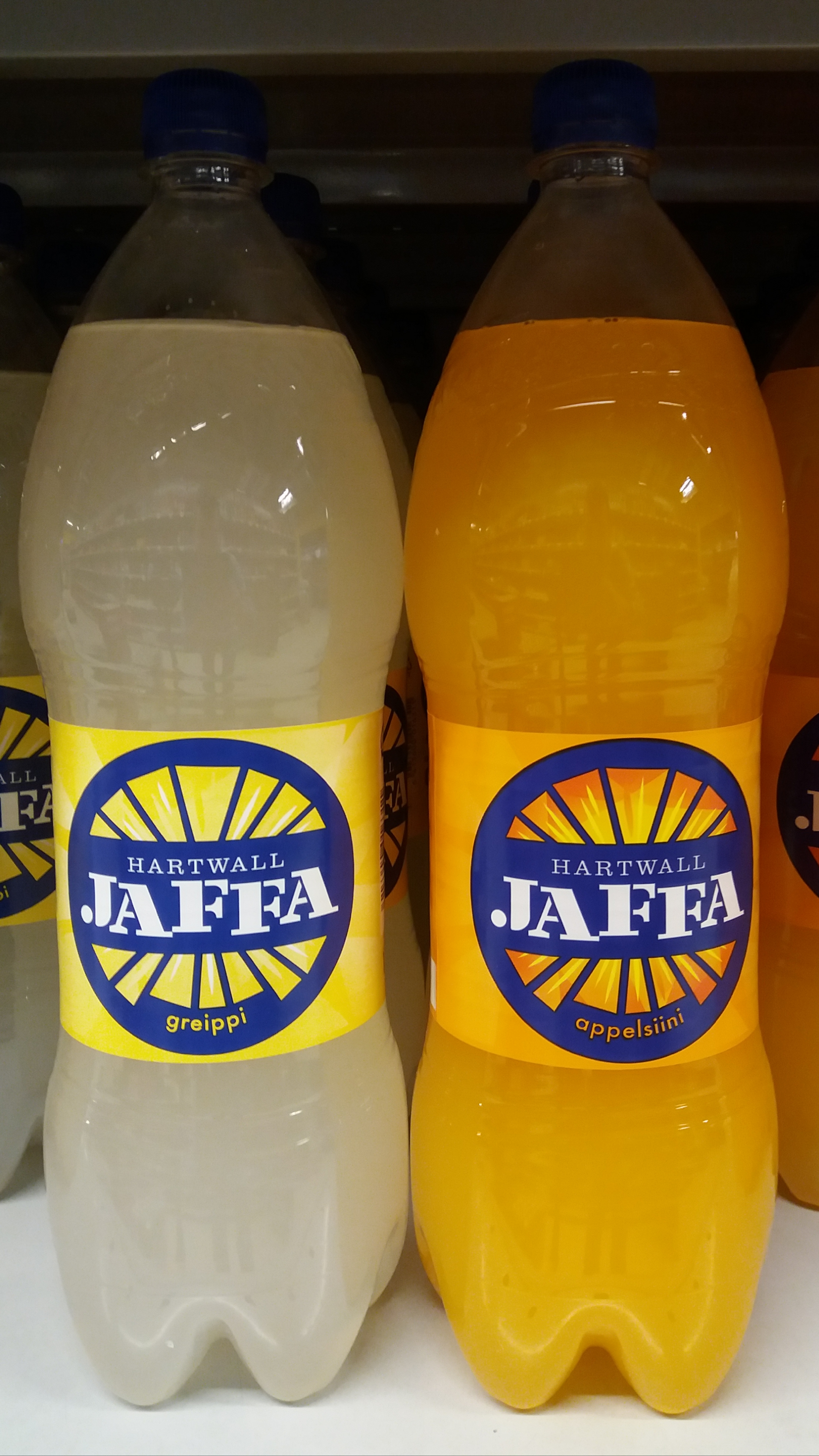
Två olika flaskor Hartwall Jaffa.

Jaffa är en kolsyrad läskedryck med smak av apelsin som produceras i Finland av Hartwall som Hartwall Jaffa sedan 1949. Jaffa är vanligtvis smaksatt med apelsin, men säljs även i andra smaker, bland annat ananas och grapefrukt. Drycken blev omedelbart mycket populär i Finland, men Hartwall gjorde misstaget att inte registrera varumärket. På grund av detta har Jaffa orange lemonade blivit en generisk term i Finland. Jaffa som ett varumärke ägs inte av något särskilt företag,[källa behövs] därför finns det en rad Jaffaprodukter från olika tillverkare. Den kan jämföras med Fanta, Loranga eller Zingo. Jaffa finns även i en sockerfri "light"-variant.
År 2006 uppmärksammades förekomsten av små mängder bensen i Jaffa och vissa andra läskedrycker, men enligt Livsmedelsverket utgjorde de uppmätta mängderna ingen hälsofara.